# Deposizione (Caravaggio)
La Deposizione è un dipinto a olio su tela realizzato, tra il 1602 ed il 1604, dal pittore italiano Michelangelo Merisi detto Caravaggio e conservato presso la Pinacoteca vaticana.

## Storia
Il dipinto fu commissionato da Girolamo Vittrice per la cappella dedicata alla Pietà, di proprietà dello zio (Pietro Vittrice, morto il 26 marzo 1600), che si trova nella chiesa di Santa Maria in Vallicella a Roma, celebre sede dell'Oratorio di san Filippo Neri.

### Committenza
Secondo Rodolfo Papa, che riprende studi di Alessandro Zuccari e Maurizio Calvesi, non è del tutto casuale che i Vittrice si siano rivolti a Caravaggio per la realizzazione di questo dipinto, poiché questa famiglia, come pure quelle di altri illustri committenti di Merisi, era legata all'ambiente oratoriano e dunque alla frangia pauperista e populista della Chiesa, i cui ideali di religiosità popolare collimavano con quelli borromaici che il giovane Caravaggio aveva assorbito in Lombardia e che la sua pittura traduceva perfettamente in immagine.. Per Ferdinando Bologna, invece, non sono documentati in modo preciso i rapporti fra Federico Borromeo, gli Oratoriani e Caravaggio: come per altri lavori realizzati per le chiese tenute da congregazioni religiose, i dipinti, generalmente pale d'altare, non erano commissionati direttamente dall'ordine, ma da privati che avevano in concessione le cappelle.. La cappella Vittrici era stata edificata da Pietro, guardarobiere e maggiordomo di papa Gregorio XIII, molto devoto a San Filippo Neri; nel 1588, la chiesa fu riedificata e così Pietro si prese l'incarico della ristrutturazione della propria Cappella e della relativa decorazione; i lavori furono affidati all'architetto Giovan Battista Guerra che terminò la cappella nel 1602. Dai documenti pubblicati da Alessandro Zuccari apprendiamo che il nipote Girolamo, alla morte dello zio Pietro, il 26 marzo del 1600, prende in carico l'impegno di occuparsi della cappella di famiglia e che per collocarvi il quadro del Caravaggio richiede la restituzione del dipinto che vi si trovava precedentemente, cosa che la Congregazione si impegna a fare (doc. del 6 settembre 1604): "si dia al nepote del Signor Pietro Vittrice il quadro della Pietà con il suo ornamento di legno, che dimanda havendo di sua cortesia fatto fare il quadro nuovo del Caravaggio, al quale non serve il sopra[ detto] ornamento di legno". Girolamo il 21 ottobre 1609 dichiara di aver ricevuto indietro il dipinto. Da quanto scritto si evince che il committente del dipinto della Deposizione è appunto Girolamo Vittrici, il quale, secondo il Bologna, non sembra essere, per ritardi e disguidi, propriamente legato allo spirito devozionale dello zio; inoltre Girolamo non intende partecipare alle spese della decorazione della cappella, ma solo a quelle del dipinto di Caravaggio; decorazione basata sull'iconografia della Sacra Sindone, questa sì cara agli Oratoriani e al Borromeo, alla quale, però, il quadro del Merisi sembra essere estraneo, mentre i pittori di stretta osservanza oratoriana e borromaica, protetti del cardinal Baronio, sono altri.

### Esposizione
Il dipinto, realizzato negli ultimi anni di permanenza a Roma di Caravaggio, fu lodato anche dai biografi seicenteschi, in genere preoccupati da quella che, a parer loro, era l'eccessiva aderenza al dato naturale da parte di Merisi, poco propenso a idealizzare soggetti e personaggi nei suoi dipinti.
Tali lodi furono riportate persino da Giovanni Baglione che, con molta franchezza, scrisse:
"Nella Chiesa nuova alla man ritta v'è del suo nella seconda cappella il Christo morto, che lo vogliono sepellire con alcune figure, a olio lavorato; e questa dicono, che sia la migliore opera di lui".
Queste, invece, la parole di Giovanni Pietro Bellori:
" Ben tra le migliori opere, che uscissero dal pennello di Michele si tiene meritatamente in istima la Depositione di Christo nella Chiesa Nuova de' padri dell'Oratorio; situate kle figure sopra una pietra nell'apertura del sepolcro. Vedesi in mezzo il sacro corpo, lo regge Nicodemo da piedi abbracciandolo sotto le ginocchia e nell'abbassarsi le coscie, escono in fuori le gambe. Di là San Giovanni sottopone un braccio alla spalla del Redentore, e resta supina la faccia, e 'l petto pallido à morte, pendendo il braccio col lenzuolo; e tutto l'ignudo è ritratto con forza della più esatta imitazione. Dietro Nicodemo si veggono alquanto le Marie dolenti, l'una con le braccia sollevate, l'altra col velo à gli occhi, e la terza riguarda il Signore".

### Trafugamento e restituzione
Il dipinto rimase nella cappella fino al 1797 quando, in seguito al trattato di Tolentino, fu rimosso dalla cappella, affidato a Giuseppe Valadier (incaricato dai francesi di prenderlo in consegna), e trasferito a Parigi assieme a molte altre opere ed infine esposto al Musée Napoleon. Unica opera di Caravaggio a essere stata requisita dalle chiese di Roma, la Deposizione entrò a far parte della Pinacoteca di Pio VII, e dunque dell'odierna Pinacoteca vaticana, solo in seguito alla sua restituzione, nel 1816.. Nella Chiesa Nuova è esposta una poco pregevole copia di inizio Ottocento dell'austriaco Michele Koeck

## Descrizione e iconografia
L'opera, nel suo insieme semplice e grandiosa allo stesso tempo, ritrae il momento in cui Gesù Cristo sta per essere seppellito nella tomba interrata (non dunque deposto nel tradizionale sepolcro come possiamo vedere in altre Deposizioni, come in quello di Bartolomeo Schedoni nella Galleria Nazionale di Parma o in quella del Tintoretto nella chiesa di San Giorgio Maggiore a Venezia): il punto di vista in cui si colloca il fruitore è basso (la pala d'altare è posta in alto sopra l'altare)  di modo che il fruito è come se guardasse da dentro la tomba, al di qua della pietra spostata per far calare il corpo; lo stile, come afferma Mina Gregori è monumentale ed è composto alla stregua di un altorilievo antico in cui si sommano in modo mirabile ricordi di Deposizioni, come quella di Simone Peterzano, nella chiesa di San Fedele a Milano, di Gerolamo Savoldo a Budapest, della Deposizione Borghese di Raffaello alla Galleria Borghese. L'aspetto monumentale, afferma Moir, è attentamente ravvisabile nella scultorea drammatica anatomia di Cristo che riporta alla Pietà vaticana di Michelangelo che ne ribadisce la stessa drammaticità trasmessa agli spettatori che si trovano in direzione il taglio della pietra sepolcrale e il sospettoso sguardo di Nicodemo. La soluzione della lastra tombale che sembra uscire fuori dal quadro, anche se con minor impatto visivo, è collegabile alla Deposizione di Cristo di Simone Peterzano a San Fedele; mentre il braccio pendulo del Cristo senza vita rammenta la Pietà michelangiolesca. Peraltro, nel citare la Pietà michelangiolesca, Caravaggio creò un esplicito legame tra il proprio dipinto e la stessa cappella Vittrice, dedicata alla Pietà. Il corpo senza vita di Cristo, in un drammatico abbandono che è quasi un precipitare verso il basso, è sorretto con fatica e dolore dagli apostoli Giovanni e Nicodemo e si contrappone ai gesti energici dei personaggi, accentuando dunque la drammaticità della narrazione. La figura di Nicodemo è l'unica a rivolgere lo sguardo verso l'osservatore ed è interessante notare che l'ammirazione di Caravaggio per Michelangelo Buonarroti si riveli anche nella figura dello stesso Nicodemo, il cui volto altro non è che il ritratto del grande scultore fiorentino (che, a sua volta, si era già ritratto in veste di Nicodemo nella Pietà Bandini). I personaggi del dipinto sono ritratti con dovizia di dettagli: le rughe sui volti, le pieghe degli abiti, il nodo nel lenzuolo funebre, le trecce di una delle Marie, le vene e le ferite del corpo di Cristo, le costole e i muscoli evidenziano, ancora una volta, il naturalismo di Caravaggio.
L'equilibrio compositivo del dipinto non impedisce che la violenta drammaticità del temperamento del maestro, contenuta nelle figure delle Marie e dei due apostoli, esploda in quella di Maria di Cleofa, dalle braccia desolatamente tese in alto. I loro gesti sono espressione della teoria degli affetti secondo la quale il dolore straziante dei personaggi nel dipinto, temperato esclusivamente dalla consolazione spirituale della preghiera, doveva essere vissuto anche dall'osservatore perché partecipasse in prima persona alla narrazione.
I ricordi lombardi e il riferimento alle opere di Giovanni Girolamo Savoldo e di Simone Peterzano si uniscono, qui, a elementi tratti dal repertorio antiquario: un aspetto, questo, che è stato ignorato dai biografi antichi, che hanno invece sempre posto l'accento sul disprezzo, o l'ignoranza, che il pittore ostentava nei confronti della tradizione classica e verso i grandi artisti del Rinascimento. Secondo Avigdor Posèq, una conferma invece della conoscenza dell'arte antica si trova nella posizione del corpo di Cristo che rimanda al trasporto di Meleagro rappresentato nei sarcofagi di età romana e ripreso a suo tempo anche da Raffaello nella Deposizione Baglioni alla Borghese e da Tiziano nella Deposizione nel sepolcro al Museo del Prado e che Caravaggio poteva aver visto in un frammento con questa iconografia del dolore (Pathosformen come la chiamava Aby Warburg) che si trovava nella collezione Mattei.
Le tonalità del dipinto vanno dal caldo arancione della veste maschile all'incarnato chiaro, e mettono in secondo piano l'unica figura rappresentata con vari colori: quella di Giovanni il quale, con la destra, circonda le spalle di Cristo e abbandona la sinistra sul suo corpo, come assorto in meditazione. Egli indossa una veste verde e un mantello rosso, che, insieme al bianco del lenzuolo funebre, risalta con decisione nella parte centrale del quadro.
Durante un restauro, sul retro della tela, fu rinvenuta una scritta di mano certamente caravaggesca che diceva: "Ne Iacobus videat neque de hoc loquetur", traducibile in italiano come: "Che Iacopo non veda [quest'opera] e non ne parli". Si è a lungo discusso sul significato misterioso di questa proposizione, che peraltro termina con un segno molto lungo che sembra quasi una striscia di sangue, che probabilmente vuol rilevare l'estrema importanza del comando per l'autore della frase.